# Крылатые насекомые
Крыла́тые насеко́мые, или птериго́ты (лат. Pterygota), — подкласс насекомых, в котором объединены все виды, оснащённые крыльями, включая тех, которые в ходе эволюции вновь утратили способность к полёту (к примеру, блохи или вши). К крылатым насекомым относится бо́льшая часть всех насекомых, за исключением первичнобескрылых: щетинохвосток (Zygentoma) и древнечелюстных (Archaeognatha). С развитием у насекомых крыльев был связан также ряд морфологических и физиологических изменений, из-за которых можно с уверенностью делать вывод, что процесс в эволюции насекомых, приведший к способности насекомых летать, произошёл всего один раз и все крылатые насекомые являются потомками одного общего вида.

## Развитие и строение крыльев
Крылья насекомых представляют собой тонкую хитиновую пластинку, пронизанную трахеями. Вероятно, они развились из боковых пластинок (Paranota) на всех трёх сегментах торакса. У современных крылатых насекомых остались, однако, только две пары крыльев, расположенные на втором и третьем сегменте торакса. Третья пара встречается у ископаемых видов, таких как Stenodictya.
Трахеи для снабжения крыльев ответвляются от трахей конечностей. Так как крылья развились в качестве удвоения оболочки тела, то трахеи расположены внутри этих двух слоёв. С тораксом крылья соединены с помощью сложного сустава, который у стрекоз напрямую связан с мышцами. Намного более распространённым вариантом является взмах крыльев посредством расширения и сжатия грудного сегмента.
Особенности полета
Летающие насекомые используют различные методы для полета, включая механический, аэродинамический и мускульный принципы. Они способны летать на значительных расстояниях, изменять направление полета, подниматься и спускаться. Некоторые виды насекомых способны летать с высокой скоростью, а другие — длительное время на месте.

## Онтогенез
Все крылатые насекомые проходят метаморфоз, так как их личинки и нимфы никогда не имеют крыльев. Он может проходит в форме постепенной линьки (неполное превращение) либо как полное превращение насекомого в период куколки.

## Классификация
В современной литературе рассматриваются в ранге от инфракласса до класса
- Класс Крылатые насекомые (Pterygota)
  - Инфракласс Древнекрылые насекомые (Palaeoptera)

† Когорта Paoliiformes
† Отряд Паолиидовые (Paoliida)
Когорта Panephemeroptera
Подкогорта Protephemeroidea (парафилетический таксон)
† Отряд Protephemerida
† Отряд Syntonoptera
Подкогорта Euephemeroptera
† Отряд Permoplectoptera
Отряд Подёнки (Ephemeroptera)
† Когорта Палеодиктиоптеровые (Protorrhynchota)
† Надотряд Palaeodictyoptera
† Отряд Палеодиктиоптеры (Palaeodictyoptera)
† Надотряд Panmegasecoptera
† Отряд Megasecopterida
† Отряд Eudiaphanoptera
† Отряд Archodonata
Когорта Бимоторные (Bimotoria) (стрекозы и близкие группы)
† Подкогорта Meganisoptera
† Отряд Героптеры (Geroptera)
† Отряд Меганевровые (Meganeuroptera)
Подкогорта Nodiaalata
† Надотряд Permodonata
† Отряд Protanisoptera
† Надотряд Triadophlebiina
† Отряд Triadophlebioptera
Надотряд Stigmoptera
† Отряд Protozygoptera
Отряд Стрекозы (Odonata)
- Инфракласс Новокрылые насекомые (Neoptera)

Подкогорта Polyneoptera (=Gryllones)
Отряд Веснянки (Plecoptera)
Отряд Тараканосверчки (Grylloblattodea)
Отряд Мантофазмиды (Mantophasmida)
Надотряд Уховерткообразные (Dermapteroidea)
Отряд Эмбии (Embiidina)
† Отряд Protelytroptera
Отряд Кожистокрылые (Dermaptera)
Надотряд Тараканообразные (Pandictyoptera)
† Отряд Пратараканы (Eoblattodea)
Отряд Тараканообразные (Dictyoptera) (тараканы и богомолы)
Инфраотряд Термиты (Isoptera)
† Надотряд Гераридовые (Heraridea)
† Отряд Герариды (Heraridea)
Надотряд Прямокрылообразные (Heteroneura, Gryllidea)
† Отряд Пропрямокрылые (Proorthoptera)
Отряд Прямокрылые (Orthoptera) (кузнечики, сверчки и саранча)
Отряд Привиденьевые (Phasmatodea) (палочники)
† Отряд Титаноптеры (Titanoptera)
Подкогорта Paraneoptera
† Отряд Калоневридовые (Caloneurida)
† Отряд Гипоперлидовые (Hypoperlida)
Отряд Зораптеры (Zoraptera)
Надотряд Сеноедообразные (Panpsocoptera)
Отряд Сеноеды (Psocoptera)
Отряд Пухоедовые (Phthiraptera)
Отряд Трипсы (Thysanoptera)
Надотряд Хоботные (Rhynchota)
Отряд Полужесткокрылые (Heteroptera)
Отряд Равнокрылые хоботные (Homoptera)
Подкогорта Насекомые с полным превращением (Oligoneoptera)
† Надотряд Миомоптеровые (Palaeomanteidea)
† Отряд Миомоптеры (Miomoptera)
Надотряд Сетчатокрылообразные (Neuropteroidea)
Отряд Большекрылые (Megaloptera)
Отряд Верблюдки (Raphidioptera)
† Отряд Юринидовые (Glosselytrodea)
Отряд Сетчатокрылые (Neuroptera)
Надотряд Elytrophora
Отряд Жесткокрылые (Coleoptera) (жуки)
Отряд Веерокрылые (Strepsiptera)
Надотряд Мекоптероидовые (Mecopteroidea)
Отряд Скорпионницы (Mecoptera)
Отряд Ручейники (Trichoptera)
Отряд Чешуекрылые (Lepidoptera) (бабочки)
Отряд Двукрылые (Diptera) (мухи и комары)
Отряд Блохи (Aphaniptera)
Надотряд Перепончатокрылообразные (Phleboptera)
Отряд Перепончатокрылые (Hymenoptera) (пчелы, осы, муравьи)